# 王滶
王滶（?—1558年），原名毛海峰、毛烈，是明代嘉靖年間海盜王直之養子。
父毛相、兄毛明皆秀才出身，毛明暗中走私軍火，王滶自幼學得佛朗機等兵器，拜王直為父。胡宗憲派蔣洲、陳可願出使日本，透過王滶與王直交涉。嘉靖三十五年（1556年）三月初，在王直義子王滶乘大福船回至中國。王直被明廷所誘殺，王滶固守舟山岑港，聲稱要替王直報仇。官軍多次進剿，均不利。嘉靖三十七年春（1558年）為總兵俞大猷與參將戚繼光所滅。